# Lagynogaster inscriptus
Lagynogaster inscriptus là một loài ruồi trong họ Asilidae. Lagynogaster inscriptus được Hermann miêu tả năm 1917. Loài này phân bố ở miền Ấn Độ - Mã Lai.